# Alectroenas
Alectroenas – rodzaj ptaków z podrodziny treronów (Raphinae) w rodzinie gołębiowatych (Columbidae).

## Zasięg występowania
Rodzaj obejmuje gatunki występujące na afrykańskich wyspach – Madagaskarze, Seszelach i Komorach.

## Morfologia
Długość ciała 24–28 cm; masa ciała 134–171 g.

## Systematyka

### Etymologia
- Alectroenas: gr. αλεκτρυων alektruōn, αλεκτρυονος alektruonos „kogucik”; οινας oinas, οιναδος oinados „gołąb”[8].
- Chlamydoena: gr. χλαμυς khlamus, χλαμυδος khlamudos „płaszcz”; οινας oinas, οιναδος oinados „gołąb”[9]. Gatunek typowy: Columba nitidissima Scopoli, 1786.
- Erythraena: gr. ερυθρος eruthros „czerwony”; οινας oinas, οιναδος oinados „gołąb”[10]. Gatunek typowy: Columba pulcherrima Scopoli, 1786.
- Erythrotreron: gr. ερυθρος eruthros „czerwony”; τρηρων trērōn, τρηρωνος trērōnos „gołąb”, od τρεω treō „uciekać ze strachu”[11]. Gatunek typowy: Columba pulcherrima Scopoli, 1786.
- Furningus: malgaska nazwa Finingo lub Founingo dla gołębia[12]. Gatunek typowy: Columba madagascariensis Linnaeus, 1766.

### Podział systematyczny
Do rodzaju należą następujące gatunki:
- Alectroenas nitidissimus (Scopoli, 1786) – koralczyk maurytyjski – takson wymarły
- Alectroenas payandeei Hume, 2011 – koralczyk rodrigueski – takson wymarły, znany wyłącznie z holotypu, subfosylnego skoku, odkrytego na wyspie Rodrigues[14]
- Alectroenas madagascariensis (Linnaeus, 1766) – koralczyk niebieskawy
- Alectroenas sganzini (Bonaparte, 1854) – koralczyk srebrnogłowy
- Alectroenas pulcherrimus (Scopoli, 1786) – koralczyk czerwonogłowy